# Hans Tölkes
Hans Tölkes (* 10. Februar 1935 in Mötsch, heute zu Bitburg; † 4. April 2025) war ein deutscher Politiker (CDU) und ehemaliger Ausbildungsleiter. Er gehörte von 1983 bis 1996 dem rheinland-pfälzischen Landtag an.

## Leben
Hans Tölkes, der katholischer Konfession war, besuchte die Volksschule und das Gymnasium und legte 1955 das Abitur am neusprachlichen Gymnasium in Bitburg ab. Danach machte er 1955 bis 1956 eine Lehre im Zimmererhandwerk mit Gesellenprüfung und besuchte Lehrgänge
an einer Zimmereifachschule. 1956 bis 1960 studierte er für das Lehramt an berufsbildenden Schulen am staatlichen Berufspädagogischen Institut Köln und an der Universität Köln. 1959 legte er die fachtheoretische Meisterprüfung im Zimmererhandwerk ab und war 1960 bis 1962 Studienreferendar an der gewerblichen Berufsschule Trier. 1962 folgte die Zweite Prüfung für das Lehramt des höheren Dienstes an berufsbildenden Schulen. 1971 schied er als Oberstudienrat aus dem Schuldienst aus und war 1971 bis 1983 Leiter des Aus- und Fortbildungswesens der Firmengruppe Streif in Vettelschoß.

## Politik
Im Jahr 1968 wurde Mitglied der CDU und war 1972 bis 1974 Vorstandsmitglied des CDU-Ortsverbands Prüm und danach 1974 bis 1981 Vorsitzender des CDU-Gemeindeverbands Prüm. 1981 wurde er zum Vorsitzender des CDU-Kreisverbands Bitburg-Prüm gewählt, 1981 Mitglied des Landesparteiausschusses und 1982 Mitglied des CDU-Bezirksvorstands Trier.
Kommunalpolitisch war er 1974 bis 1981 Mitglied des Stadtrats von Prüm, 1979 bis 1984 Mitglied des Verbandsgemeinderats Prüm und dort Fraktionsvorsitzender und 1984 Mitglied des Kreistags und des Kreisausschusses. 1984 war er Vorstandsmitglied des Landkreistages Rheinland-Pfalz. 1989 bis 2004 Erster Kreisbeigeordneter und stellvertretender Vorsitzender des Verwaltungsrats der Kreissparkasse Bitburg-Prüm.
Vom 18. Mai 1983 bis zum 19. Mai 1996 war er in der 10. bis 12. Wahlperiode Mitglied des Landtags. In den ersten beiden Wahlen wurde er über die Liste gewählt in der 12. Wahlperiode direkt im Wahlkreis Bitburg-Prüm. Im Landtag war er in der 10. WP Schriftführender Abgeordneter, Mitglied im Ausschuss für Landwirtschaft, Weinbau und Forsten, im Petitionsausschuss und im Interregionalen Parlamentarierrat. In der 11. WP gehörte er dem Ausschuss für Landwirtschaft, Weinbau und Forsten, Innenausschuss, Petitionsausschuss, der Enquete-Kommission »Arbeit in der Industriegesellschaft«, Enquete-Kommission »Finanzierung kommunaler Einrichtungen« und dem interregionalen Parlamentarierrat an. In der 12. WP war er Mitglied im Ausschuss für Europafragen, Innenausschuss und dem interregionalen Parlamentarierrat.
Daneben war er 1983 bis 2010 Vorsitzender des Vereins Lebenshilfe Prüm.

## Auszeichnungen
- Bundesverdienstkreuz Erster Klasse (1997)
- Dr.-Johann-Christian-Eberle-Medaille in Gold (1999)
- Goldene Ehrennadel des Kreises Bitburg-Prüm (2004)
- Goldene Ehrennadel der Bundesvereinigung Lebenshilfe e. V. (2004)
- Freiherr-vom-Stein-Plakette (2007)